# James Evans
Pour les articles homonymes, voir Evans.
James Evans (18 janvier 1801 – 23 novembre 1846) était un missionnaire méthodiste canadien et un linguiste amateur. Il est connu pour sa création du syllabaire pour l'ojibwé et le cri, qui a ensuite été adapté pour d'autres langues telles que l'inuktitut.

## Biographie
Evans naît à Kingston-upon-Hull en Angleterre mais émigre avec ses parents au Bas-Canada en 1820, où il œuvre comme enseignant. Il déménage ensuite à Rice Lake dans le Haut-Canada et continue l'enseignement.
En 1833, il est ordonné ministre méthodiste Wesleyan, et en 1840 il reçoit l'autorité sur le district local de Norway House au Manitoba. Durant cette période, Evans fait sa plus grande œuvre : le développement des écritures ojibwé et cri. Evans avait appris l'ojibwé lors de son séjour au Haut-Canada. Il crée l'alphasyllabaire ojibwé après avoir d'abord essayé d'utiliser l'alphabet latin pour transcrire leur langue. Ensuite, il modifie légèrement l'alphasyllabaire créé et l'applique au cri, une langue apparentée. Les alphasyllabaires sont basées sur la devanagari et la méthode de sténographie d'Isaac Pitman[réf. souhaitée]. Ils étaient faciles à apprendre et ont rendu accessible une part importante de la littérature universelle aux Canadiens objiwés et cris en quelques années.
Les autres œuvres missionnaires d'Evans sont ensuite minées par des conflits. Evans affronte plusieurs fois la Compagnie de la Baie d'Hudson, le plus souvent au sujet du traitement de la population autochtone. Après qu'Evans tue accidentellement son ami et confrère Thomas Hassall en 1844, il devient de plus en plus instable. Il est accusé de mauvaise conduite avec les filles autochtones sous ses soins. Bien qu'il soit innocenté, il est envoyé à Londres pour se défendre de nouveau, où il est conclu qu'il a agi avec imprudence en les traitant avec la même familiarité que sa fille. Le stress affecte sa santé et il meurt d'un infarctus du myocarde en 1846.